# Concrete Jungle (The OST)
Concrete Jungle [The OST] (estilizado em maiúsculas) é um álbum de coletânea da banda de rock estadunidense Bad Omens, lançado em 31 de maio de 2024. Descrito pelo grupo como uma "extensão experimental" do álbum anterior, The Death of Peace of Mind, contém canções inéditas, remixes e versões ao vivo de faixas do álbum anterior e dois singles, "V.A.N" e "The Drain", além de colaborações com vários artistas.

## Promoção e lançamento
Em 24 de janeiro de 2024, Bad Omens lançou o single "V.A.N" com sua colega de gravadora Poppy. Em 17 de abril lançaram o single "The Drain" em colaboração com Health e Swarm, sendo um sample da canção "The Death of Peace of Mind". Também lançaram a faixa "The Death Of Peace Of Mind [So Wylie Patch]" no mesmo dia, promovendo o álbum. Concrete Jungle [The OST] foi lançado em digital download e streaming em 31 de maio de 2024. Em 7 de agosto, Concrete Jungle [The OST] e The Death of Peace of Mind foram lançados em CD exclusivamente no Japão em um conjunto de dois discos.

## Faixas
Os nomes das faixas são estilizados em maiúsculas.
| N.º            | Título                                           | Com            | Duração |  |
| 1.             | "C:\Projects\CJOST\BEATDEATH"                    |                | 0:57    |  |
| 2.             | "V.A.N"                                          | Poppy          | 4:34    |  |
| 3.             | "The Drain"                                      | Health e Swarm | 3:45    |  |
| 4.             | "Terms & Conditions"                             | Bob Vylan      | 2:07    |  |
| 5.             | "Hedonist [Recharged]"                           | Wargasm        | 3:23    |  |
| 6.             | "Even"                                           |                | 2:58    |  |
| 7.             | "Loading Screen"                                 |                | 1:53    |  |
| 8.             | "Anything > Human"                               | Erra           | 3:24    |  |
| 9.             | "Digital Footprint"                              |                | 4:46    |  |
| 10.            | "Nervous System"                                 | Iris.exe       | 3:20    |  |
| 11.            | "C:\Projects\CJOST\FINDPEACE"                    |                | 3:56    |  |
| 12.            | "Artificial Suicide (Unzipped)"                  | Thousand Below | 3:22    |  |
| 13.            | "The Grey (Unzipped)"                            | Thousand Below | 2:55    |  |
| 14.            | "The Death of Peace of Mind (We Are Fury Patch)" | We Are Fury    | 3:15    |  |
| 15.            | "The Death of Peace of Mind (So Wylie Patch)"    | So Wylie       | 3:45    |  |
| 16.            | "Bad Decisions (Lofi)"                           | Dhalia         | 4:05    |  |
| 17.            | "Just Pretend (Credits)"                         |                | 3:59    |  |
| 18.            | "C:\Projects\CJOST\CLEARMIND"                    |                | 0:57    |  |
| 19.            | "Artificial Suicide (Live 2024)"                 |                | 4:15    |  |
| 20.            | "Like a Villain (Live 2024)"                     |                | 4:10    |  |
| 21.            | "The Grey (Live 2024)"                           |                | 4:29    |  |
| 22.            | "What Do You Want from Me? (Live 2024)"          |                | 3:44    |  |
| 23.            | "Nowhere to Go (Live 2024)"                      |                | 4:54    |  |
| 24.            | "V.A.N (Live 2024)"                              | Poppy          | 3:38    |  |
| 25.            | "The Death of Peace of Mind (Live 2024)"         |                | 4:54    |  |
| 26.            | "Just Pretend (Live 2024)"                       |                | 9:47    |  |
| Duração total: | Duração total:                                   | Duração total: | 1h31min |  |

## Créditos
- Noah Sebastian – vocais
- Joakim "Jolly" Karlsson – guitarra solo
- Nicholas Ruffilo – guitarra rítmica
- Nick Folio – bateria

## Paradas
| Parada (2024)                  | Posição mais alta |
| ------------------------------ | ----------------- |
| Billboard Top Hard Rock Albums | 22                |
| Billboard Top Heatseekers      | 6                 |